# Thunder 3
Thunder 3 è un film del 1988 diretto da Fabrizio De Angelis.